# Urban Görtschacher

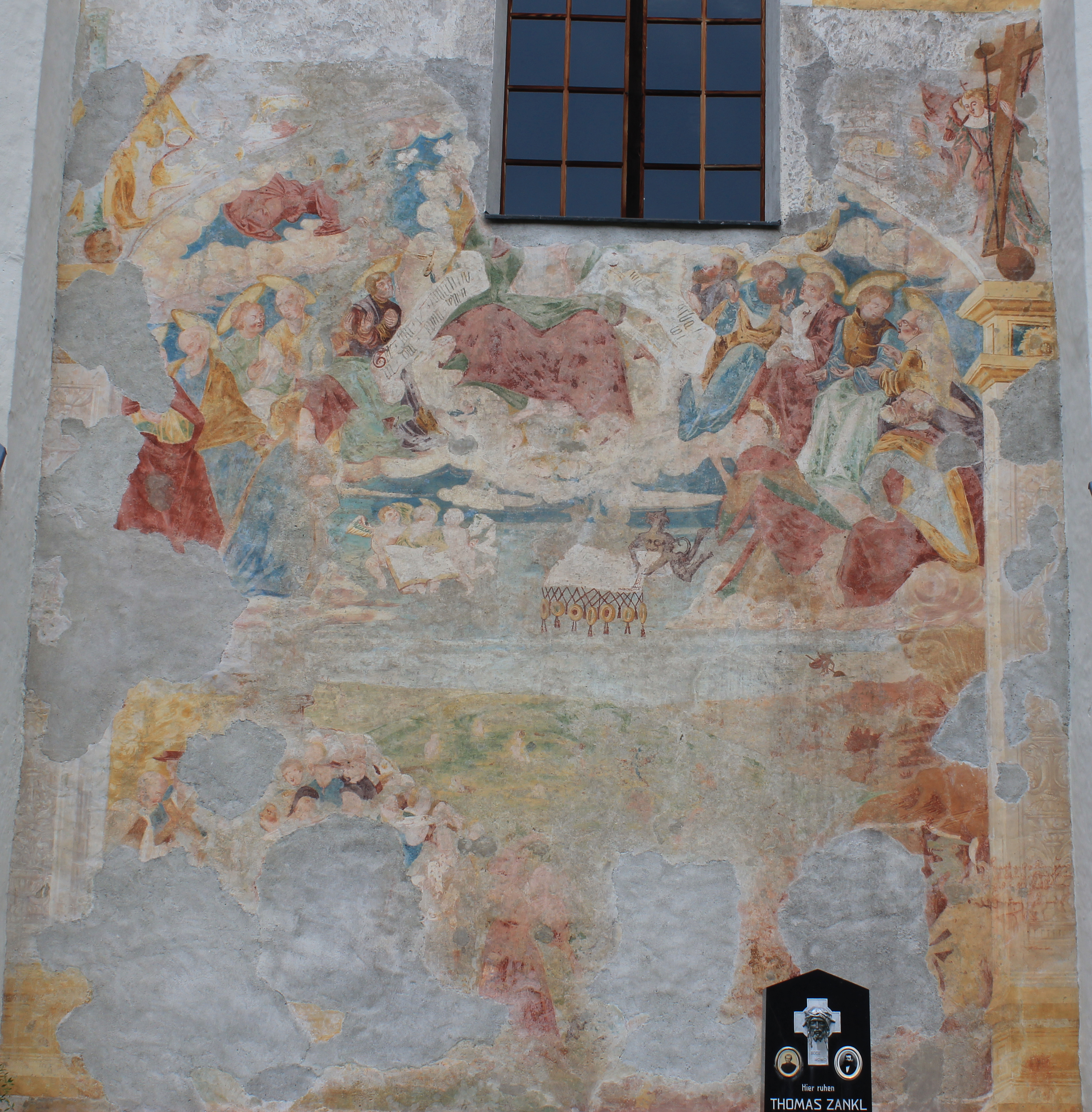
Weltgerichtsfresko an der Pfarrkirche Sankt Daniel im Gailtal

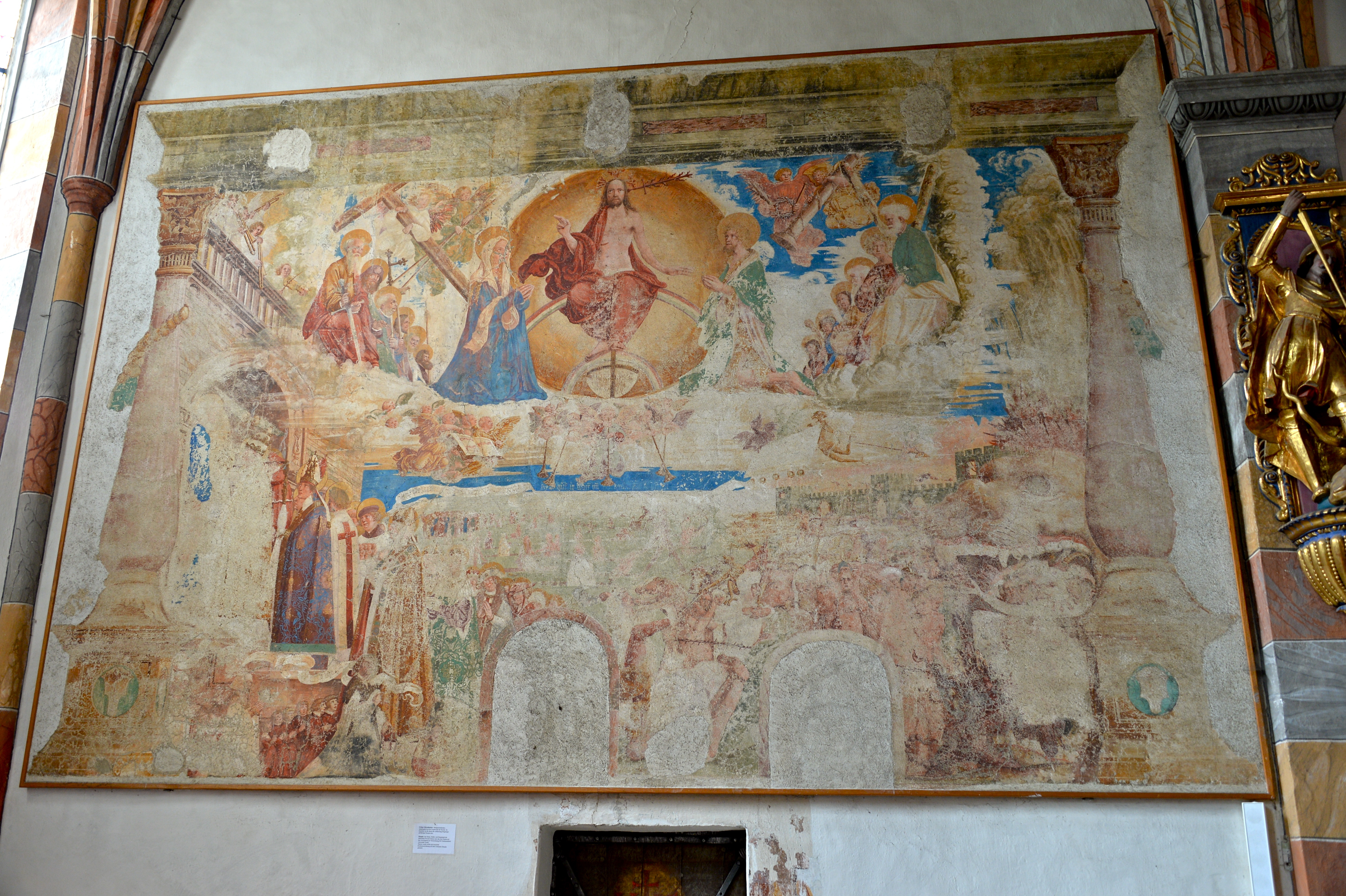
Weltgerichtsfresko in der Millstätter Pfarrkirche

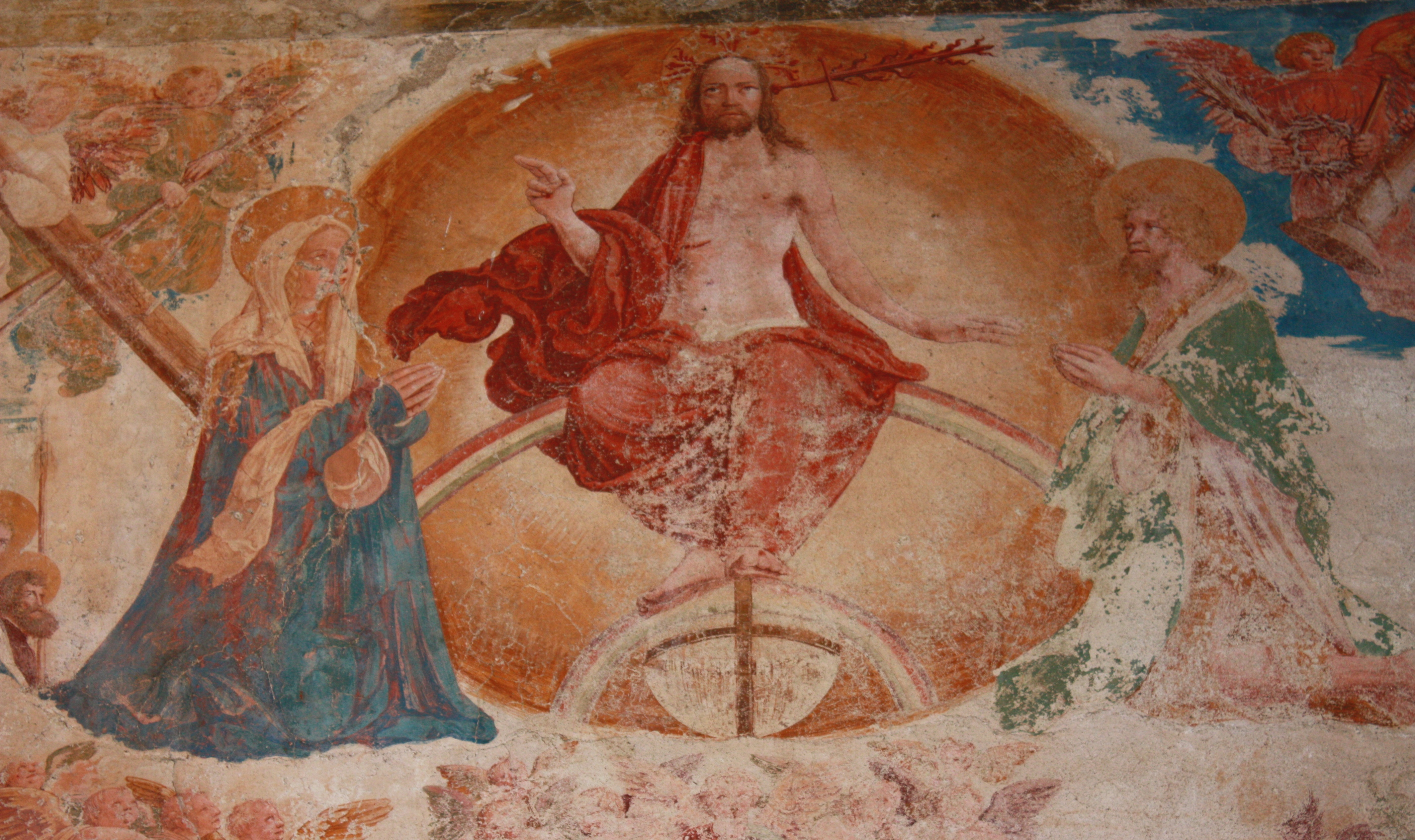
Millstätter Weltgericht (Ausschnitt)

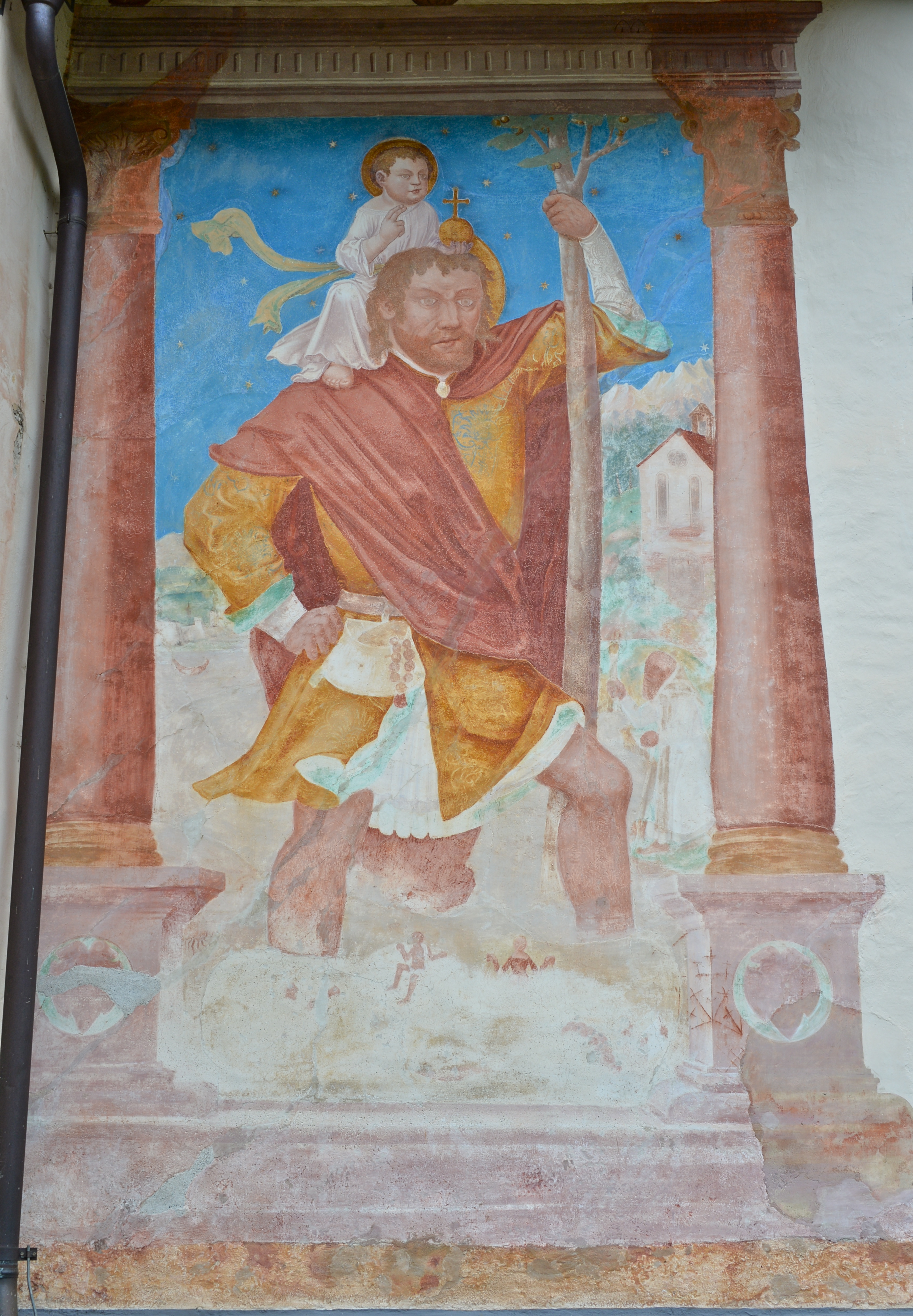
Christophorus an der Kaninger Pfarrkirche

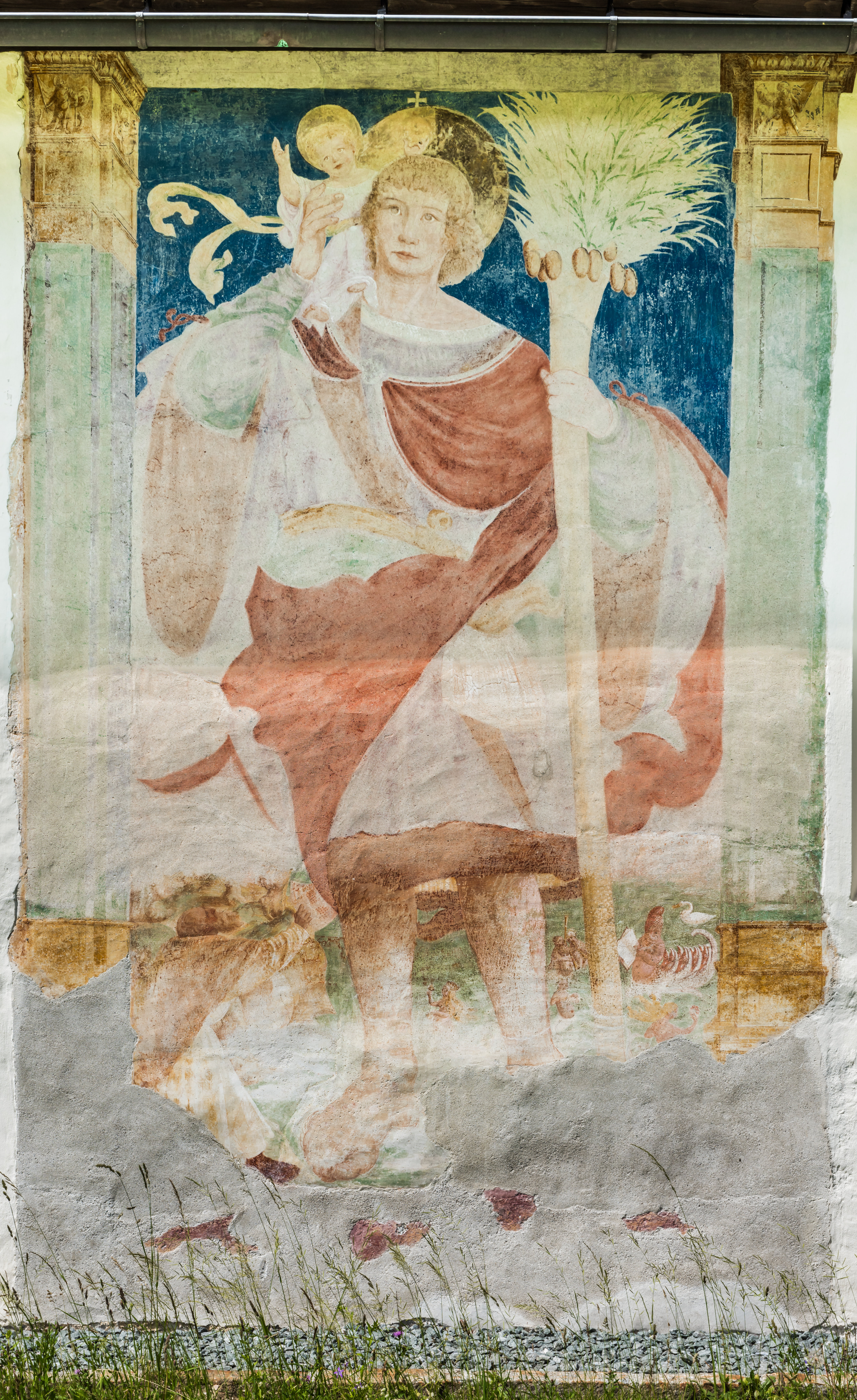
Christophorus an der Möderndorfer Filialkirche hl. Martin

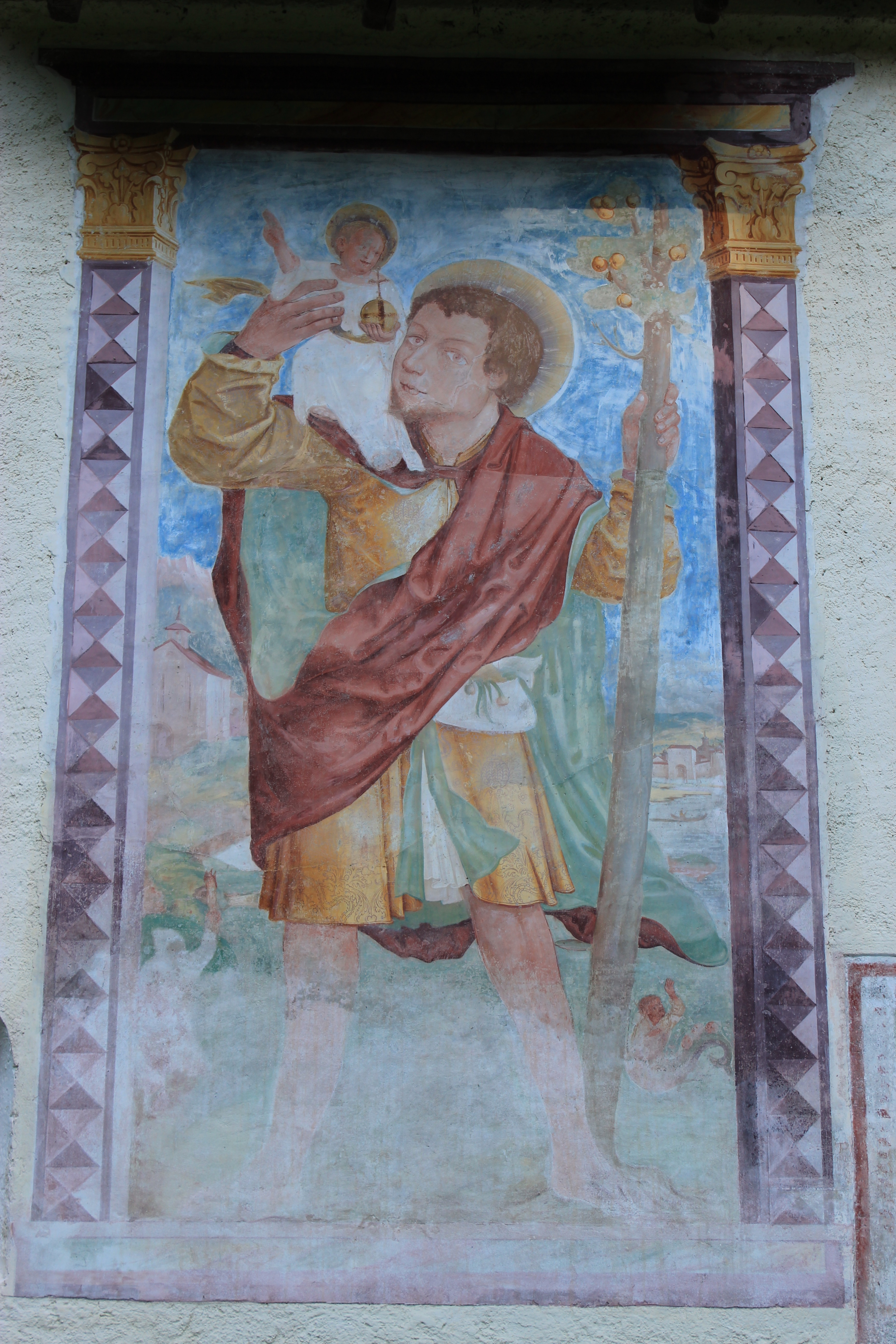
Christophorus in St. Radegund in Wiesen (Lesachtal)

Urban Görtschacher (* um 1485 in Villach; † nach 1530) war ein österreichischer Maler.

## Leben
Die Lebensdaten eines der bedeutendsten Maler Kärntens im ersten Viertel des 16. Jahrhunderts sind unbekannt. Wahrscheinlich war Urban Görtschacher, der Villacher Vorfahren gehabt haben könnte, nach Lehr- und Wanderjahren von etwa 1515 bis etwa 1522 in der Draustadt tätig. Aber trotz seiner beachtlichen künstlerischen Profilierung und seines interessanten Beitrags zur Kärntner Kunst der Dürerzeit bleibt seine Gestalt im Dunkeln. Die Archive geben über ihn keine Auskunft. Görtschacher dürfte sein ganzes Leben hindurch dem künstlerischen Medium des Tafelbildes treu geblieben sein. Der Malstil des Meisters unterscheidet sich nicht von jenem anderer alpenländischer Künstler. In Kärnten hat mindestens ein halbes Dutzend seiner Werke auf gotischen Flügelaltären die Zeit überdauert. Die letzte bekannte Signatur stammt aus 1530.
Ihm zu Ehren wurde in Villach die Urban-Görtschacher-Straße benannt.

## Werk
Urban Görtschachers Beziehungen zur paduanischen und venezianischen Malerei lassen vermuten, dass er sich mehrmals in Italien aufhielt. In der Nachfolge von Thomas von Villach steht sein Werk zwischen Spätgotik und Frührenaissance.

### Werke
- Weltgerichtsfresko in der Stiftkirche Millstatt (1518)

- Christophorus-Fresko an der Kirche St. Radegund in Wiesen (1520)
- Malereien am Armesünderkreuz in Sankt Stefan an der Gail (heute übermalt)
- Weltgerichtsfresko an der Kirche St. Daniel im Gailtal (1510/15)
- Malereien am Flügelaltar in der Kirche Pichlern bei Himmelberg (von 1519 ?)
- Christophorus-Fresko an der Kirche Möderndorf im Gailtal (um 1525)
- Christophorus-Fresko an der Kirche Kaning bei Radenthein (1515)
- Susannenlegende im Belvedere Wien (um 1502, Tafelbild auf Fichtenholz 99 × 132 cm)